# 永安镇 (成都市)
永安镇，是中华人民共和国四川省成都市双流区下辖的一个乡镇级行政单位。

## 行政区划
永安镇下辖以下地区：
付家坝社区、新街村、梨园村、白果村、凤凰村、双坝村、松柏村、景山村和三新村。